# Metriche vol. 2
| Recensione | Giudizio |
| ---------- | -------- |
| Hano.it    | 9/10     |

Metriche Vol.2 è il secondo mixtape del rapper italiano Lowlow, pubblicato il 16 marzo 2015 dalla Honiro Label.

## Descrizione
Ultima pubblicazione con l'etichetta, il mixtape è il secondo capitolo della serie Metriche, iniziata quattro anni prima con Metriche volume 1. Tutte le produzioni sono state curate da Yoshimitsu, DJ Raw e Manusso.

## Tracce
Testi di Giulio Elia Sabatello, musiche di Yoshimitsu, eccetto dove indicato.
1. The Believer – 3:10
2. Sfoghi di una vita complicata 3 (feat. Mostro) – 3:55 (testo: Giulio Elia Sabatello, Giorgio Ferrario)
3. Rabbia e Talento (feat. Yojimbo) – 2:39 (testo: Giulio Elia Sabatello)
4. Impeto e tempesta – 2:10
5. Fossa comune (feat. Vegas Jones) – 1:58 (testo: Giulio Elia Sabatello, Matteo Privitera – musica: Matteo Nesi, Andrea Manusso)
6. Ho scelto te (feat. Parix) – 3:43 (testo: Giulio Elia Sabatello, Paride Galimi)
7. B.R.A.(H) – 1:43 (musica: Alessio Belpassi)
8. Legend Killer (feat. Nayt) – 1:34 (testo: Giulio Elia Sabatello, William Mezzanotte – musica: Alessio Belpassi)
9. Non è abbastanza (feat. Rocco Hunt) – 3:24 (testo: Giulio Elia Sabatello, Rocco Pagliarulo)
10. Non fa paura (feat. Briga) – 3:50 (testo: Giulio Elia Sabatello, Mattia Bellegrandi – musica: Matteo Nesi, Andrea Manusso)
11. Dio è perfetto, io no (feat. Luca J) – 3:52 (testo: Giulio Elia Sabatello, Luca Bontempi – musica: Matteo Nesi, Andrea Manusso)
12. Quello che mi serve – 2:16
13. Dedication – 3:16